# 蘭特拉季夫卡 (特羅伊齊克區)
49°57′53″N 38°14′39″E / 49.96472°N 38.24417°E
蘭特拉季夫卡是位於烏克蘭東部的村莊，由盧甘斯克州斯瓦托韋區的特羅伊齊克市鎮負責管轄。該村始建於1814年，面積3.38平方公里，海拔高度134米，2001年人口1,268，人口密度每平方公里375.1人。